# Fortuna (Dakota del Nord)
Fortuna és una població dels Estats Units a l'estat de Dakota del Nord. Segons el cens del 2000 tenia 31 habitants.

## Demografia
Segons el cens del 2000, Fortuna tenia 31 habitants, 17 habitatges, i 8 famílies. La densitat de població era de 12 hab./km².
Dels 17 habitatges en un 17,6% hi vivien nens de menys de 18 anys, en un 35,3% hi vivien parelles casades, en un 5,9% dones solteres, i en un 52,9% no eren unitats familiars. En el 52,9% dels habitatges hi vivien persones soles el 23,5% de les quals corresponia a persones de 65 anys o més que vivien soles. El nombre mitjà de persones vivint en cada habitatge era d'1,82 i el nombre mitjà de persones que vivien en cada família era de 2,75.
Per edats la població es repartia de la següent manera: un 19,4% tenia menys de 18 anys, un 0% entre 18 i 24, un 29% entre 25 i 44, un 22,6% de 45 a 60 i un 29% 65 anys o més.
L'edat mediana era de 46 anys. Per cada 100 dones de 18 o més anys hi havia 150 homes.
La renda mediana per habitatge era de 13.542 $ i la renda mediana per família de 20.625 $. Els homes tenien una renda mediana de 32.917 $ mentre que les dones 13.750 $. La renda per capita de la població era de 8.502 $. Entorn del 45,5% de les famílies i el 54% de la població estaven per davall del llindar de pobresa.

## Poblacions més properes
El següent diagrama mostra les poblacions més properes.